# European Journal of Preventive Cardiology
European Journal of Preventive Cardiology is een internationaal peer-reviewed wetenschappelijk tijdschrift op het gebied van de cardiologie. Tot 2011 verscheen het onder de naam European Journal of Cardiovascular Prevention and Rehabilitation.
De naam wordt in literatuurverwijzingen meestal afgekort tot Eur. J. Prev. Cardiol.
Het wordt uitgegeven door SAGE Publications namens de European Association for Cardiovascular Prevention and Rehabilitation, onderdeel van de European Society of Cardiology.